# Fiskö (Brändö, Åland)
Fiskö med Nötholma och Immerholm är en ö i Åland (Finland). Den ligger i Skärgårdshavet och i kommunen Brändö i landskapet Åland, i den sydvästra delen av landet. Ön ligger omkring 66 kilometer nordöst om Mariehamn och omkring 220 kilometer väster om Helsingfors. Öns area är 4,46 kvadratkilometer och dess största längd är 4,9 kilometer i nord-sydlig riktning. Ön höjer sig omkring 20 meter över havsytan.
Ön har fast vägförbindelse med Brändö, Åland via Korsö och Björnholma.

## Delöar och uddar
- Nötholma 60°26′33″N 20°56′24″Ö / 60.44246°N 20.94012°Ö
- Torsholm 60°28′28″N 20°55′21″Ö / 60.47434°N 20.92245°Ö (udde)
- Käbbholm 60°28′05″N 20°56′37″Ö / 60.46806°N 20.94358°Ö (udde)
- Bockholm 60°27′03″N 20°55′44″Ö / 60.45094°N 20.92892°Ö (udde)
- Vakö 60°27′09″N 20°57′10″Ö / 60.4524°N 20.9527°Ö (udde)
- Lånholm 60°26′52″N 20°57′14″Ö / 60.44774°N 20.95376°Ö (udde)
- Hamnholm 60°26′26″N 20°57′00″Ö / 60.44053°N 20.95004°Ö (udde)
- Immerholm 60°26′10″N 20°56′37″Ö / 60.43613°N 20.94353°Ö
- Rostören 60°28′19″N 20°55′04″Ö / 60.47201°N 20.91787°Ö (udde)
- Trollstubba 60°27′44″N 20°55′53″Ö / 60.46213°N 20.93142°Ö (udde)
- Kuggnäs 60°27′32″N 20°57′09″Ö / 60.45876°N 20.95254°Ö (udde)
- Skagsklobben 60°27′31″N 20°55′28″Ö / 60.45867°N 20.92448°Ö (udde)
- Kummelören 60°27′24″N 20°57′07″Ö / 60.45668°N 20.952°Ö (udde)
- Börknäs 60°26′41″N 20°56′56″Ö / 60.44474°N 20.94887°Ö (udde)
- Långgrundet 60°27′42″N 20°55′46″Ö / 60.46177°N 20.92951°Ö (udde)
- Petören 60°27′38″N 20°55′40″Ö / 60.46059°N 20.92791°Ö (udde)
- Skepphusören 60°27′13″N 20°55′52″Ö / 60.45349°N 20.93111°Ö (udde)
- Rågårdsholm 60°26′53″N 20°55′49″Ö / 60.44815°N 20.93039°Ö (udde)